# Shimotsuki
El Shimotsuki (霜月 noviembre?) fue el séptimo destructor de la clase Akizuki. Sirvió en la Armada Imperial Japonesa durante la Segunda Guerra Mundial, en una corta carrera de tan solo ocho meses. 

## Historia
A lo largo de su breve historia de combate experimentó grandes incrementos en su armamento antiaéreo ligero, al igual que el resto de miembros de su clase. Participó en la batalla de Cabo Engaño, donde rescató, en compañía del Isuzu, a los supervivientes del Chitose. Posteriormente escoltó a los híbridos acorazado-portaaviones Ise e Hyūga.
El 24 de noviembre de 1944 se convirtió en el buque insignia del 31 Escuadrón de Escolta, a cargo del contraalmirante Edo Haitaro. Partió ese mismo día hacia Brunéi junto con el Momo, pero al día siguiente, el USS Cavalla lo torpedeó al estenordeste de Singapur en la posición (2°21′N 107°20′E / 2.350, 107.333). El Shimotsuki fue el único Clase Akizuki hundido por un submarino.